# Tamires (handebolista)
Tamires Morena Lima de Araújo (Rio de Janeiro, 16 de maio de 1994) é uma handebolista brasileira que atua como pivô.
É irmã de Monique Araújo, da seleção brasileira de levantamento de peso.

## Trajetória esportiva
Começou fazendo atletismo na Mangueira, quando um técnico a observou e disse que ela poderia ser pivô de handebol por causa da altura e do porte físico. A partir daí, foi deixando o atletismo de lado e foi atuar apenas no handebol; com o tempo ganhou bolsas de estudo em colégios melhores e oportunidades em clubes maiores. Começou nas categorias de base da seleção até estourar a idade e ir para a adulta.
Em 2013, Tamires foi campeã da Liga Nacional pelo Concórdia. Em 2014 jogou pela Vila Olímpica Manoel Tubino, do Mato Alto, zona oeste do Rio de Janeiro. No mesmo ano, em uma de suas primeiras passagens pela seleção brasileira adulta conquistou o Torneio Internacional da Espanha.
Disputou a temporada 2014-2015 pelo Györi Audi ETO KC da Hungria;disputou a temporada 2016- 2017 pelo Larvik em 2016 se transferiu para o Cercle Dijon Bourgogne da França.
Participou da seleção brasileira que ganhou medalha de ouro nos Jogos Pan-Americanos de 2015 em Toronto.
Participou dos Jogos Olímpicos de 2016 no Rio.

### Principais conquistas[1]
- Medalha de ouro nos Jogos Pan-Americanos de Toronto em 2015
- Campeã pan-americana em 2015
- Campeã sul-americana em 2013
- Campeã pan-americana juvenil em 2012